# Trejak
Trejak (izvirno srbsko Трејак) je naselje v Srbiji, ki upravno spada pod Občino Bujanovac; slednja pa je del Pčinjskega upravnega okraja.

## Demografija
V naselju živi 187 polnoletnih prebivalcev, pri čemer je njihova povprečna starost 39,1 let (37,7 pri moških in 40,6 pri ženskah). Naselje ima 63 gospodinjstev, pri čemer je povprečno število članov na gospodinjstvo 4,05.
To naselje je popolnoma srbsko (glede na rezultate popisa iz leta 2002), a v času zadnjih treh popisov je opazno zmanjšanje števila prebivalcev.
|  |

| Demografija | Demografija     | Demografija     |
| Leto        | Št. prebivalcev | Št. prebivalcev |
| ----------- | --------------- | --------------- |
|             |                 |                 |
|             |                 |                 |
|             |                 |                 |
|             |                 |                 |
| 1948        | 340             |                 |
| 1953        | 349             |                 |
| 1961        | 389             |                 |
| 1971        | 372             |                 |
| 1981        | 299             |                 |
| 1991        | 288             | 288             |
| 2002        | 255             | 255             |
|             |                 |                 |

| Etnična sestava po popisu iz leta 2002 | Etnična sestava po popisu iz leta 2002 | Etnična sestava po popisu iz leta 2002 | Etnična sestava po popisu iz leta 2002 | Etnična sestava po popisu iz leta 2002 |
| -------------------------------------- | -------------------------------------- | -------------------------------------- | -------------------------------------- | -------------------------------------- |
| Srbi                                   | Srbi                                   |                                        | 255                                    | 100,0%                                 |
| Neznano                                | Neznano                                |                                        | 0                                      | 0,0%                                   |